# Krzysztof Lissowski
Krzysztof Lissowski (ur. 10 listopada 1952 w Milanówku) – polski urzędnik państwowy, specjalista ochrony środowiska, w latach 2016–2018 p.o. Generalnego Dyrektora Ochrony Środowiska.

## Życiorys
Jest absolwentem Wydziału Nauk o Zwierzętach Szkoły Głównej Gospodarstwa Wiejskiego. Od 1992 pracował w centralnych i samorządowych urzędach związanych z ochroną środowiska. W latach 1992–2004 zatrudniony w Głównym Inspektoracie Ochrony Środowiska, odpowiadając za nadzwyczajne zagrożenia środowiska. Od 2004 zatrudniony w Ministerstwie Środowiska, gdzie był m.in. wicedyrektorem Departamentu Leśnictwa Ochrony Przyrody i Krajobrazu oraz dyrektorem Departamentu Ochrony Przyrody. Od 2009 do 2012 pozostawał naczelnikiem Wydziału Ochrony Środowiska i Gospodarki Wodnej w Starostwie Powiatowym w Grodzisku Mazowieckim.
15 lutego 2016 powierzono mu tymczasowo pełnienie obowiązków Generalnego Dyrektora Ochrony Środowiska, gdzie zastąpił Jakuba Dziubeckiego. 1 czerwca 2018 zakończył pełnienie tej funkcji.